# Carl Albert Purpus
Carl Albrecht (Albert) Purpus (* 26. Februar 1851 in Hahnweilerhof bei Börrstadt, Pfalz; † 17. Januar 1941 in El Mirador bei Huatusco im mexikanischen Bundesstaat Veracruz) war ein deutscher Pflanzensammler, der vor allem in Mexiko, daneben auch in Nordamerika tätig war. Sein offizielles botanisches Autorenkürzel lautet „Purpus“.

## Leben und Wirken
Carl Albert wurde als (ältester?) Sohn des königlich-bayerischen Forstmeisters Carl Joseph Purpus in einem Weiler am Nordwestfuß des Donnersbergs geboren. Seine Schulausbildung erfolgte in Kirchheimbolanden. Nach der Schule erhielt er eine Ausbildung in einer Apotheke in Schotten (Stadt). Er war Mitarbeiter an der Exkursionsflora der Blüten- und höheren Sporenpflanzen ... des Großherzogtums Hessen, die ab 1874 in drei Auflagen erschien. 1876/77 studierte er Pharmazie sowie eine Reihe weiterer Fächer in Gießen. Während seines Studiums wurde Purpus 1876 Mitglied der Burschenschaft Frankonia Gießen. Nach dem Studium war er Bergsteiger in den Alpen der Schweiz und Norditaliens und sammelte dabei Pflanzen. 1887 wurde er von Georg Dieck zu einer zweijährigen Nordamerikareise angeworben. Zusammen mit seinem Bruder Joseph Anton Purpus bereisten sie Nordamerika und Kanada und sammelten zahlreiche Pflanzen.
1888 trennte sich die Reisegruppe. Carl Albert Purpus blieb in Nordamerika und entfaltete in den folgenden Jahren eine rege Exkursions- und Sammelaktivität. Er sammelte z. B. Gehölze für die Baumschule Späth in Berlin und Stauden für die Alpenpflanzen-Spezialgärtnerei Sündermann in Lindau und später dann für den Botanischen Garten Darmstadt, wo sein Bruder Joseph Anton Purpus ab 1889 Garteninspektor und Leiter des Botanischen Gartens war. So schickte er eine bis heute erhaltene „Königin der Nacht“ (Selenicereus) nach Darmstadt.
Spätestens ab 1898 verband ihn eine enge Freundschaft und Arbeitsgemeinschaft mit dem Botaniker-Ehepaar Townshend Stith Brandegee (1843–1925) und seiner Frau Mary Katharine Brandegee (1844–1920). In dieser Zeit unternahm Purpus verschiedene Reisen in das mexikanische Staatsgebiet und in die (Halb-)Wüsten Nevadas und Kaliforniens.
1904 besuchte Purpus letztmals Europa. Zum Jahresende kehrte er zusammen mit dem Ehepaar Brandegee nach San Diego zurück. 1906 wurde ihm von der University of California, Berkeley der unbezahlte Posten eines „botanical collectors“ angeboten, den er auch annahm. Bis ins hohe Altar war Purpus als Pflanzen- und Antiquitätensammler in Nordamerika und Mexiko unterwegs. Carl Albert Purpus wird als der produktivste Sammler mexikanischer Pflanzen bezeichnet. Er brachte über 240 neue Pflanzenarten nach Europa, die oftmals ihm (bzw. ihm und seinem Bruder) zu Ehren Artbezeichnungen wie purpusii, purpusianus und purpusiorum erhielten.
Er starb im Januar 1941 im Alter von fast 90 Jahren auf seiner Hacienda „El Mirador“.

## Ehrentaxon
Die Pflanzengattung Purpusia Brandegee aus der Familie der Rosengewächse (Rosaceae) ist nach ihm benannt worden.

## Schriften
- Mexikanische Hochgipfel. Fischer, Jena 1907 (= Vegetationsbilder 8. Reihe, Heft 8, hrsg.v. G. Karsten und H. Schenck, m. 6 Bl. und 6 Tafeln in Lichtdruck).